# 黒い九月
黒い九月（くろいくがつ、ブラックセプテンバー、アラビア語：منظمة أيلول الأسود、ラテン文字化：Munaẓẓamat Aylūl al-aswad）は、パレスチナの過激派組織。数々のテロ事件を引き起こした。

## 概要
1960年代後半、ヨルダンに拠点を置いていたパレスチナ解放機構（PLO）の過激な行動に手を焼いた同国のフセイン1世国王は、1970年9月に発生したPFLP旅客機同時ハイジャック事件を契機に、PLO及び傘下の急進派・パレスチナ解放人民戦線の武力追放を決定。ここにヨルダン内戦が勃発する。「黒い九月事件」とも呼ばれるこの内戦で、PLOは多くのメンバーを殺され、追われる形でレバノンのベイルートに拠点を移すことになった。PLOの衝撃は大きく、フセイン国王の行為を裏切りとして強く反発した。
その後、レバノンで活動を始めたPLOの最大派閥ファタハは、対イスラエル闘争の行き詰まりから、過激な活動を行うための秘密テロ組織を結成した。これが「黒い九月」（ブラックセプテンバー）である。
黒い九月の存在は、ミュンヘンオリンピック事件で一気に知れ渡り、イスラエル選手とコーチが殺害された事件はイスラエルに大きな衝撃を与えた。イスラエル諜報特務庁はこの報復として黒い九月関係者の多くを暗殺している。組織自体はファタハとの関係が明るみに出るや否や解散した。

## 黒い九月が関与したテロ事件
- 1971年
  - 11月28日 - カイロを訪れていたヨルダン首相ワシフィ・アル・タルを暗殺。
  - 12月 - 駐イギリスのヨルダン大使、前ヨルダン裁判所長、ツェイド・アル・リファイの暗殺を試みるが未遂。
  - 12月28日 - 在バンコクイスラエル大使館人質事件（英語版）で大使館員6名を人質として立てこもる。レハバム・アミール（英語版）大使はワチラーロンコーン王太子叙任式に出席していたため難を逃れた。交渉に当たったタイ副外務大臣チャートチャーイ・チュンハワン、農業大臣ターウィー・チュンラサップ（英語版）が解放された大使館員と身代わりで人質となりカイロまで同行[1]。
- 1972年
  - 2月 - 西ドイツの電力施設とオランダのガス施設に対する破壊工作。
  - 5月 - ウィーン発のサベナ航空572便をハイジャック。イスラエル特殊部隊が突入し、人質を救出する（サベナ航空572便ハイジャック事件）。
  - 9月5日 - 西ドイツのミュンヘンオリンピック会場に武装したメンバーが侵入、選手村にいたイスラエル選手とコーチ、計11名を殺害（ミュンヘンオリンピック事件）。
- 1973年3月1日 - スーダンでサウジアラビア大使主催のパーティを襲撃。招待客の米国大使クリオー・A・ノエル、同代理大使ジョージ・ムア、ベルギー代理大使ギー・アイドの3名を殺害。